# Eldin Jakupović
Eldin Jakupović, född 2 oktober 1984 i Prijedor i Jugoslavien, är en schweizisk fotbollsmålvakt.

## Klubbkarriär
I juli 2012 värvades Jakupović av Hull City, där han skrev på ett tvåårskontrakt. I juli 2014 förlängde han sitt kontrakt med två år. I juni 2016 förlängde Jakupović återigen sitt kontrakt med två år.
Den 19 juli 2017 värvades Jakupović av Leicester City, där han skrev på ett treårskontrakt. Den 18 juni 2020 förlängde Jakupović sitt kontrakt med ett år.

## Landslagskarriär
Jakupović var med i Schweiz trupp vid fotbolls-EM 2008. Han debuterade för Schweiz landslag den 20 augusti 2008 i en 4–1-vinst över Cypern.